# César Kjuj
César Kjuj /Cui (rusko Це́зарь Анто́нович Кюи́), ruski skladatelj, glasbeni kritik in častnik, * 6./18. januar 1835 Vilnius, Litva, † 26. marec 1918, Petrograd.
Cui (Kjuj) je bil sin francosko-litvanskih staršev. Po poklicu je bil vojaški častnik, predaval je znanje o utrdbah. V prostem času je deloval kot skladatelj in glasbeni kritik, njegova dela pa so imela močan vpliv na razvoj ruske resne glasbe. Bil je član ruske peterke, skupine skladateljev pod vodstvom Balakirjeva. 